# Verbandsgemeinde Thaleischweiler-Fröschen

Lage der Verbandsgemeinde im Landkreis Südwestpfalz

Die Verbandsgemeinde Thaleischweiler-Fröschen war eine Gebietskörperschaft im Landkreis Südwestpfalz in Rheinland-Pfalz. Der Verbandsgemeinde gehörten acht eigenständige Ortsgemeinden an, der Verwaltungssitz war in der namensgebenden Gemeinde Thaleischweiler-Fröschen.
Zum 1. Juli 2014 wurde die Verbandsgemeinde Thaleischweiler-Fröschen aufgelöst und die zugehörenden Gemeinden der neuen Verbandsgemeinde Thaleischweiler-Fröschen - Wallhalben zugeordnet. Zum 1. Januar 2016 wurde diese in Verbandsgemeinde Thaleischweiler-Wallhalben umbenannt.

## Ehemals Verbandsangehörige Gemeinden
| Ortsgemeinde                              | Fläche (km²) | Einwohner |
| ----------------------------------------- | ------------ | --------- |
| Höheischweiler                            | 4,36         | 881       |
| Höhfröschen                               | 4,17         | 913       |
| Maßweiler                                 | 10,89        | 1.038     |
| Nünschweiler                              | 9,98         | 749       |
| Petersberg                                | 3,84         | 892       |
| Reifenberg                                | 7,73         | 805       |
| Rieschweiler-Mühlbach                     | 10,42        | 2.138     |
| Thaleischweiler-Fröschen                  | 12,27        | 3.376     |
| Verbandsgemeinde Thaleischweiler-Fröschen | 63,66        | 10.792    |

(Einwohner am 30. Juni 2014)

## Geschichte
Die Verbandsgemeinde Thaleischweiler-Fröschen wurde 1972, so wie alle Verbandsgemeinden im damaligen Regierungsbezirk Rheinhessen-Pfalz, auf der Grundlage des „Dreizehnten Landesgesetzes über die Verwaltungsvereinfachung im Lande Rheinland-Pfalz“ neu gebildet. Bis dahin bestanden die aus der Pfalz (Bayern) (1816–1946) stammenden Verwaltungsstrukturen.
Mit dem Ziel, Leistungsfähigkeit, Wettbewerbsfähigkeit und Verwaltungskraft der kommunalen Strukturen zu verbessern erließ die Landesregierung am 28. September 2010 das „Erste Gesetz zur Kommunal- und Verwaltungsreform“. Bezüglich der Verbandsgemeinden wurde festgelegt, dass diese mindestens 12.000 Einwohner (Hauptwohnung am 30. Juni 2009) umfassen sollen, ansonsten bis zur Kommunalwahl 2014 mit benachbarten Verbandsgemeinden zusammengelegt werden sollen. Die Verbandsgemeinde Thaleischweiler-Fröschen hatte am Stichtag 11.045 Einwohner. Die sogenannte Freiwilligkeitsphase endete am 30. Juni 2012. Ein freiwilliger Zusammenschluss kam innerhalb dieser Frist nicht zustande.
Im „Landesgesetz über die Bildung der neuen Verbandsgemeinde Thaleischweiler-Fröschen – Wallhalben“ vom 20. Dezember 2013 wurde die Auflösung der Verbandsgemeinden Wallhalben und Thaleischweiler-Fröschen zum 1. Juli 2014 verfügt. Aus ihren insgesamt 20 Gemeinden wurde gleichzeitig eine neue Verbandsgemeinde mit dem Namen „Verbandsgemeinde Thaleischweiler-Fröschen - Wallhalben“ gebildet. Zum 1. Januar 2016 wurde diese in Verbandsgemeinde Thaleischweiler-Wallhalben umbenannt.

## Bevölkerungsentwicklung
Die Entwicklung der Einwohnerzahl der Verbandsgemeinde Thaleischweiler-Fröschen bezogen auf das Verwaltungsgebiet zum Zeitpunkt der Auflösung; die Werte von 1871 bis 1987 beruhen auf Volkszählungen:
| Jahr | Einwohner |
| 1815 | 2.986     |
| 1835 | 3.983     |
| 1871 | 4.098     |
| 1905 | 5.774     |
| 1939 | 10.402    |
| 1950 | 9.849     |

| Jahr | Einwohner |
| 1961 | 10.796    |
| 1970 | 11.797    |
| 1987 | 11.174    |
| 1997 | 11.546    |
| 2005 | 11.399    |
| 2014 | 10.792    |

## Politik

### Verbandsgemeinderat
Der Verbandsgemeinderat Thaleischweiler-Fröschen bestand aus 28 ehrenamtlichen Ratsmitgliedern, die bei der Kommunalwahl am 7. Juni 2009 in einer personalisierten Verhältniswahl gewählt wurden, und dem hauptamtlichen Bürgermeister als Vorsitzendem.
Die Sitzverteilung im Verbandsgemeinderat:
| Wahl | SPD | CDU | FDP | FWG | Gesamt   |
| ---- | --- | --- | --- | --- | -------- |
| 2009 | 12  | 10  | 2   | 4   | 28 Sitze |
| 2004 | 12  | 12  | 1   | 3   | 28 Sitze |

### Wappen
Die Blasonierung des Wappens lautet: „In achtfach von Schwarz und Gold geteiltem Schildbord in geviertem Schildbord oben rechts in Gold drei rote Sparren, oben links in Schwarz ein rotbewehrter, -bezungter und -bekrönter goldener Löwe, unten rechts in Blau ein rotbewehrter silberner Adler, unten links in Gold ein roter Schrägbalken.“
Es wurde 1976 von der Bezirksregierung Neustadt genehmigt und erinnert mit den Sparren der Grafen von Hanau-Lichtenberg, dem Leininger Adler, dem Pfälzer Löwen der Herzöge von Pfalz-Zweibrücken und dem roten Schrägbalken von Baden an die historischen Herrschaftsverhältnisse.